# 立ちくらみ
立ちくらみ（たちくらみ）は、めまいや失神する可能性のある一般的な不快な感覚。立ちくらみの感覚は、短命、長期、またはめったに再発しない場合がある。立ちくらみに加えて、個人は頭が無重力であるかのように感じる可能性がある。

## 原因
立ちくらみは、異常な血圧制御によって引き起こされる。 通常、立ち上がると、重力によって脚や体幹の静脈に血液が集まる。 血液が下半身にたまることで血圧が下がり、心臓から脳に送り出される血液の量が減る。 脳に流れる血液の減少は、めまいなどの症状を引き起こす。 これを補うために、神経系は心拍数の急激な上昇を引き起こし、血管を収縮させ、その結果、症状が現れる前に血圧が正常に戻る。 この代償機能を担う神経系は自律神経系と呼ばれている。